# ギャレン・ヤング
ギャレン・ヤング（Galen Young、1975年10月16日 - 2021年6月5日）はテネシー州メンフィス出身のアメリカ合衆国の元バスケットボール選手。ポジションはガード、フォワード。

## 経歴

### 現役時代
大学はノースカロライナ大学シャーロット校に通い、4年生の時にはオールカンファレンスUSAのファーストチームなどに選出された。1999年のNBAドラフトではミルウォーキー・バックスから2巡目全体48位で指名を受けたが、開幕直前に解雇され、1999-2000シーズンはCBAのグランドラピッズ・フープスで、翌シーズンは日本のボッシュブルーウィンズでプレーした。
2001-02シーズン前にインディアナ・ペイサーズと契約したが、10月に解雇され、NBADLのノースチャールストン・ローゲーターズでプレイ、ファイナル進出に貢献した。翌シーズンはCBAのゲーリー・スティールヘッズでプレイした。
2003-04シーズン前にシアトル・スーパーソニックスと契約し再びNBA入りを目指したが、10月に再び解雇された。結局、そのシーズンはフィリピンリーグPBAのAlaska Acesに所属し、平均25.4得点、リーグ1位の7.3アシストを記録した。2004-05シーズン前にもソニックスと契約を交わしたが、開幕前に解雇された。
2004-05シーズンはイタリアのヴィオラ・レッジョ・カラブリアでプレーした。
2005-06シーズンは、スペインではウネルコ・テネリフェ、イタリアではペプシ・カゼルタに所属していた。
2006-07シーズンは、ヤカマ・サンキングスのCBA優勝に貢献し、CBA年間最優秀選手賞を受賞した。 CBAシーズン終了後、フィリピンのサンミゲル・ビーメンに移籍した。サンミゲルは、準決勝でアラスカに敗れ、4位に終わった。
2007-08シーズン、ヤングはオーストラリアに渡り、NBLのタウンズビル・クロコダイルズでプレーした。平均11.3得点、9.4リバウンドを記録した。
2008-09年には、CBAのイースト・ケンタッキー・マイナーズでプレーし、5シーズンを過ごした。その後、フィリピンのアラスカ・エースで短期間プレーした。
2009年12月、オーストラリアに帰国したヤングは、ポール・ロジャースの怪我の代役として、2009-10年のNBLシーズン中、パース・ワイルドキャッツと契約した。 16試合に出場し、平均6.0得点、4.5リバウンドを記録し、ワイルドキャッツのNBL優勝に貢献した。
2010年、ヤングはインターナショナル・バスケットボール・リーグのBCタイタンズで11試合に出場した。
2010-11年のシーズンには、ABAのイースト・ケンタッキー・エナジーの選手兼任コーチを務めた。
2011年4月、ヤングはニュージーランドに渡り、NBLのホークスベイ・ホークスでプレーした。彼はホークスの2011年シーズンのファイナル進出に貢献したが、ウェリントン・セインツに敗れた。
2011-12年シーズンには、ABAのBluff City Reignで短期間プレーした。 その後、ニュージーランドに戻り、2012年にホークスで2シーズン目をプレーした。プロとして最後のシーズンとなった2012年は、17試合に出場し、平均11.5得点、7.1リバウンド、3.7アシストを記録した。

### コーチ
2016年、ヤングはレーン大学の男子バスケットボールチームのアシスタントコーチに就任した。その後、2020-21シーズンはロックハースト大学の男子バスケットボールプログラムでアシスタントコーチを務めた。

## 死去
2021年6月5日、メンフィスにある母の実家にいたときに、自動車が家に衝突し、巻き込まれて死去した。45歳没。